# Mörkarfjärden

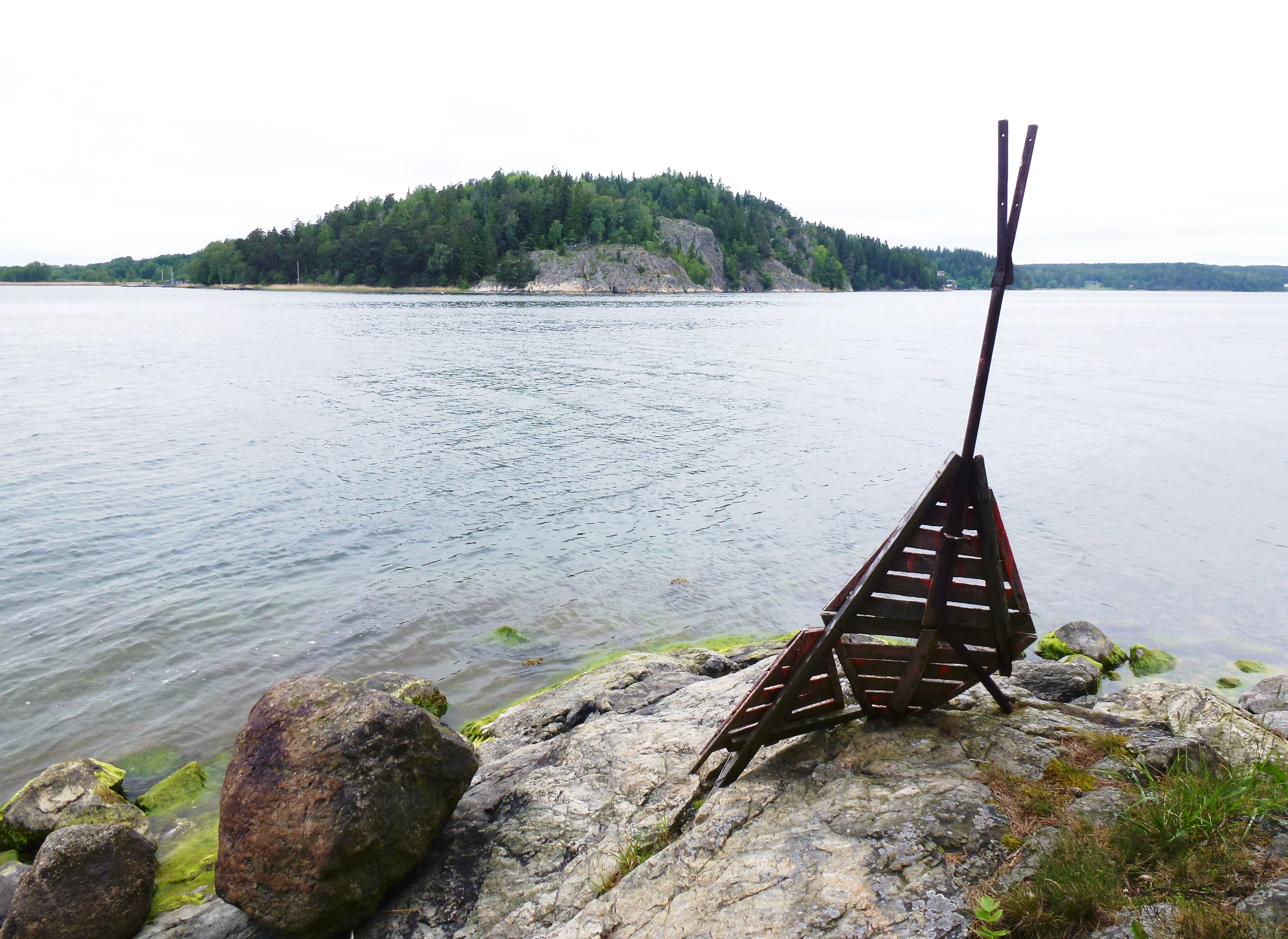
Mörkarfjärden vid Uddsundet, 2014

Mörkarfjärden är en fjärd eller havsvik i Botkyrka kommun och Nynäshamns kommun, Stockholms län, kommungränsen går i nord-sydlig riktning, ungefär mitt i fjärden.

## Beskrivning
Mörkarfjärden fortsätter i norr med Kaggfjärden och i syd med Himmerfjärden, som i sin tur leder ut till Östersjön. Fjärdens största längd är knappt tre kilomeder och dess största bredd är knappt två kilometer.  Största djup är omkring 20 meter.
Vid Mörkafjärdens sydöstra strand ligger det anrika godset Fituna med rötter från yngre järnåldern.  Området vid Fituna gård med sin bevarade bebyggelse är av riksintresse. Strax norr om Fituna mynnar Fitunaån. Mörkarfjärden avslutas i syd med det cirka 280 meter breda Uddsundet.  Udden vid Uddsundet var av strategisk betydelse, där finns bland annat rester av ett strängliknande skyttevärn, bestående av stenblock och troligen uppfört under första världskriget.  En minnessten med inskriptionen ”J E n 1914 K G B  A J  LANDSTORMEN” påminner härom (fornlämning RAÄ-nummer Sorunda 437:3).

## Bilder

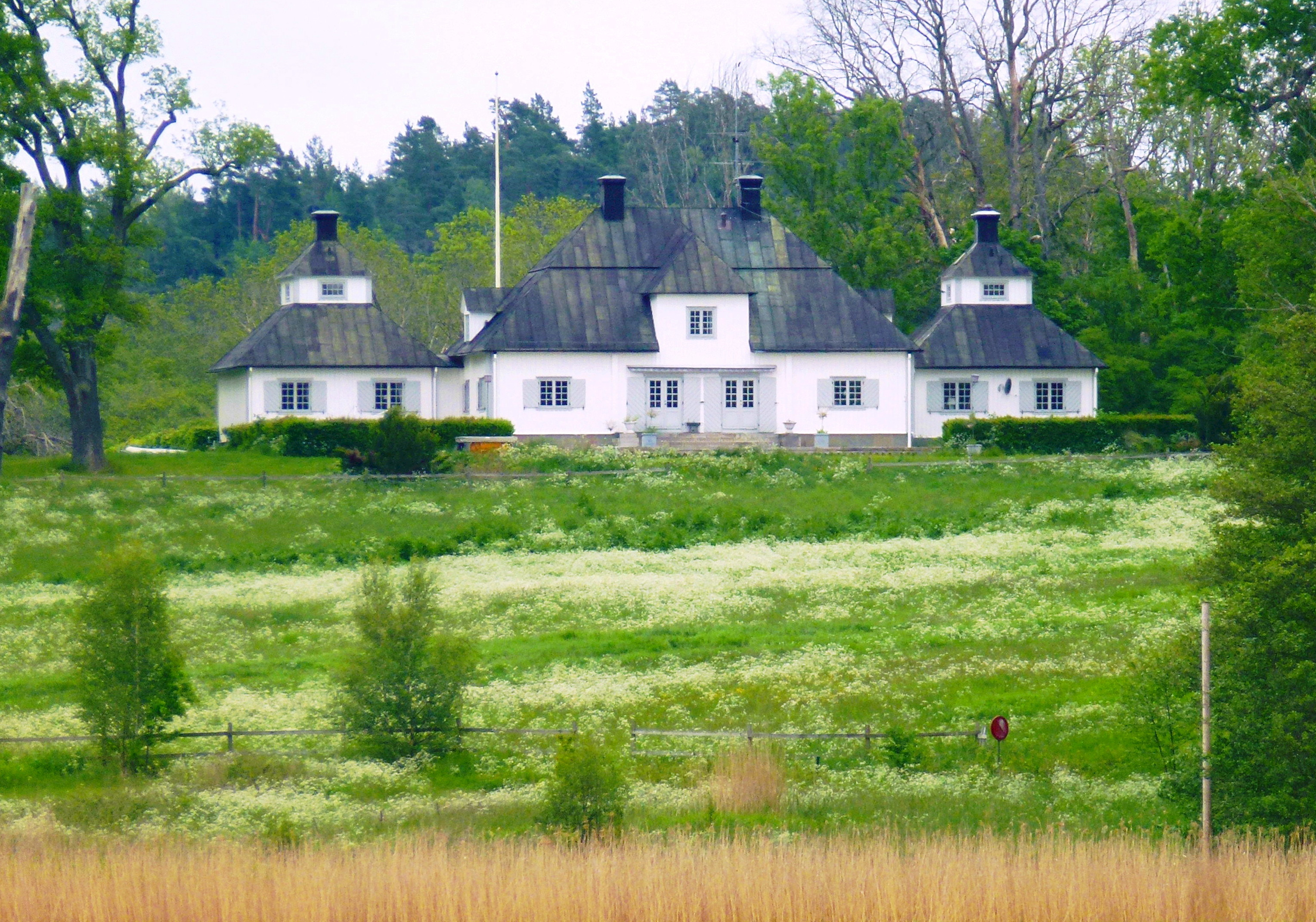
Fituna gård vid Mörkarfjärden
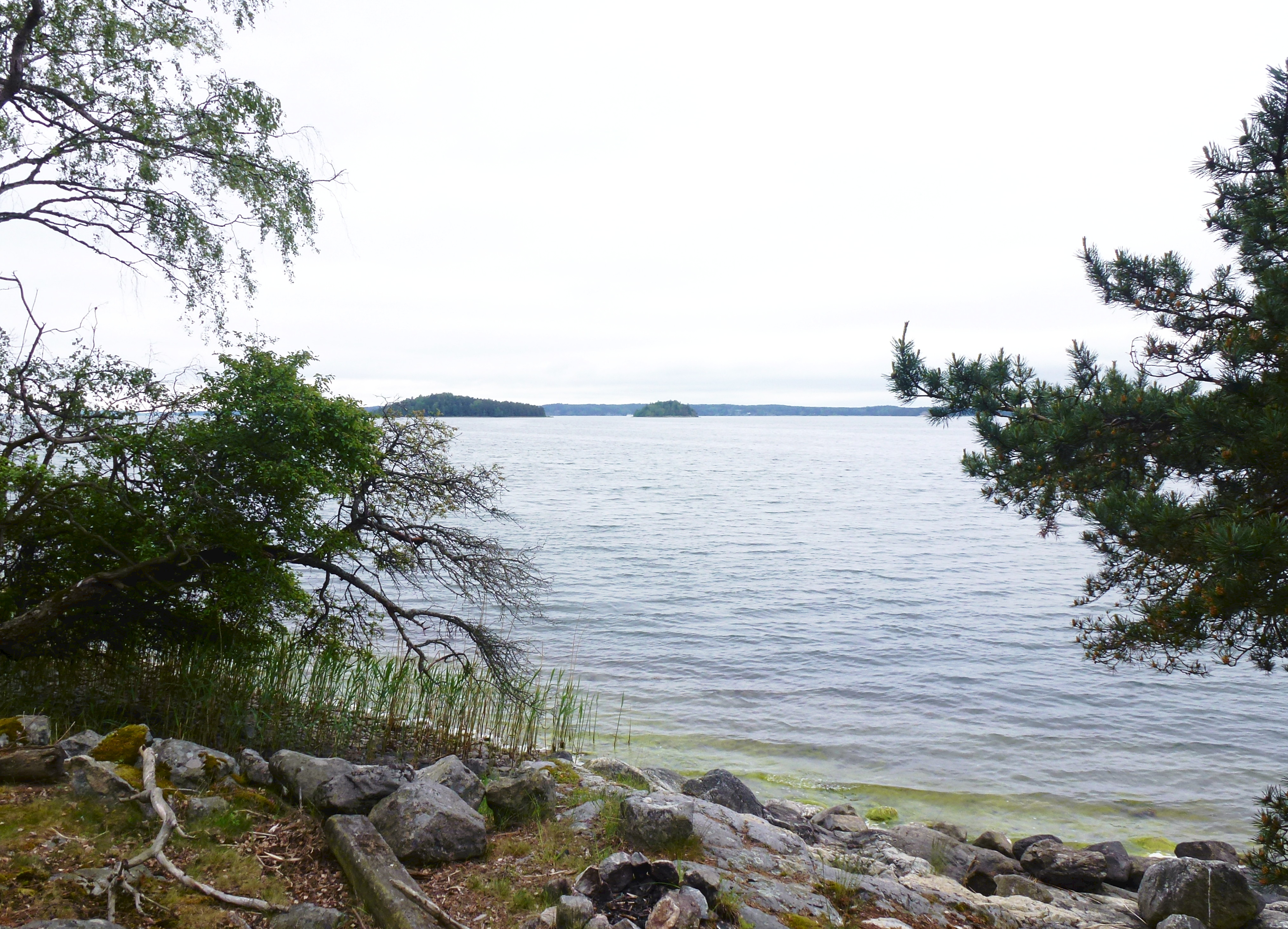
Mörkarfjärden vid Uddsundet, vy mot norr
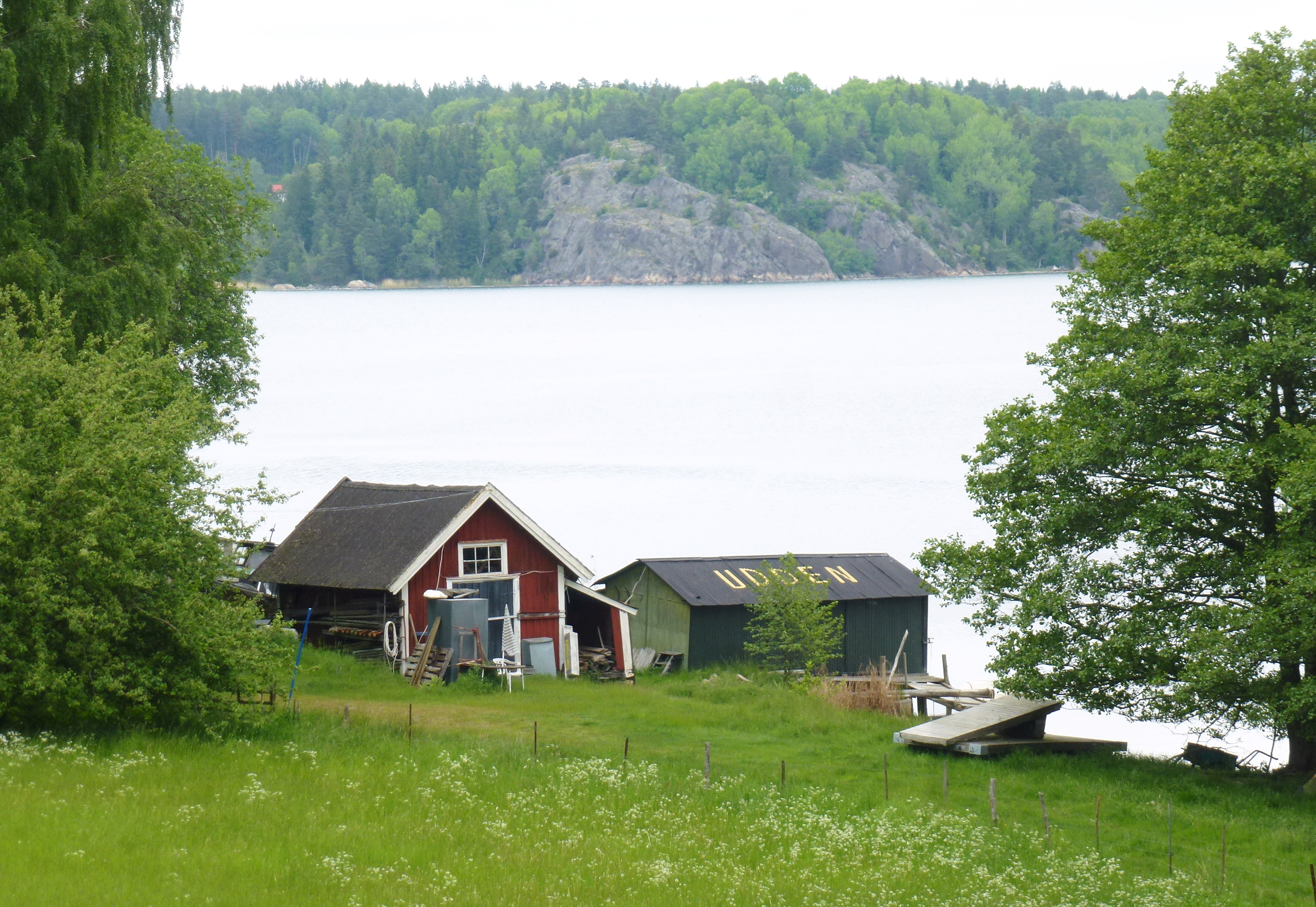
Mörkarfjärden vid "Udden"
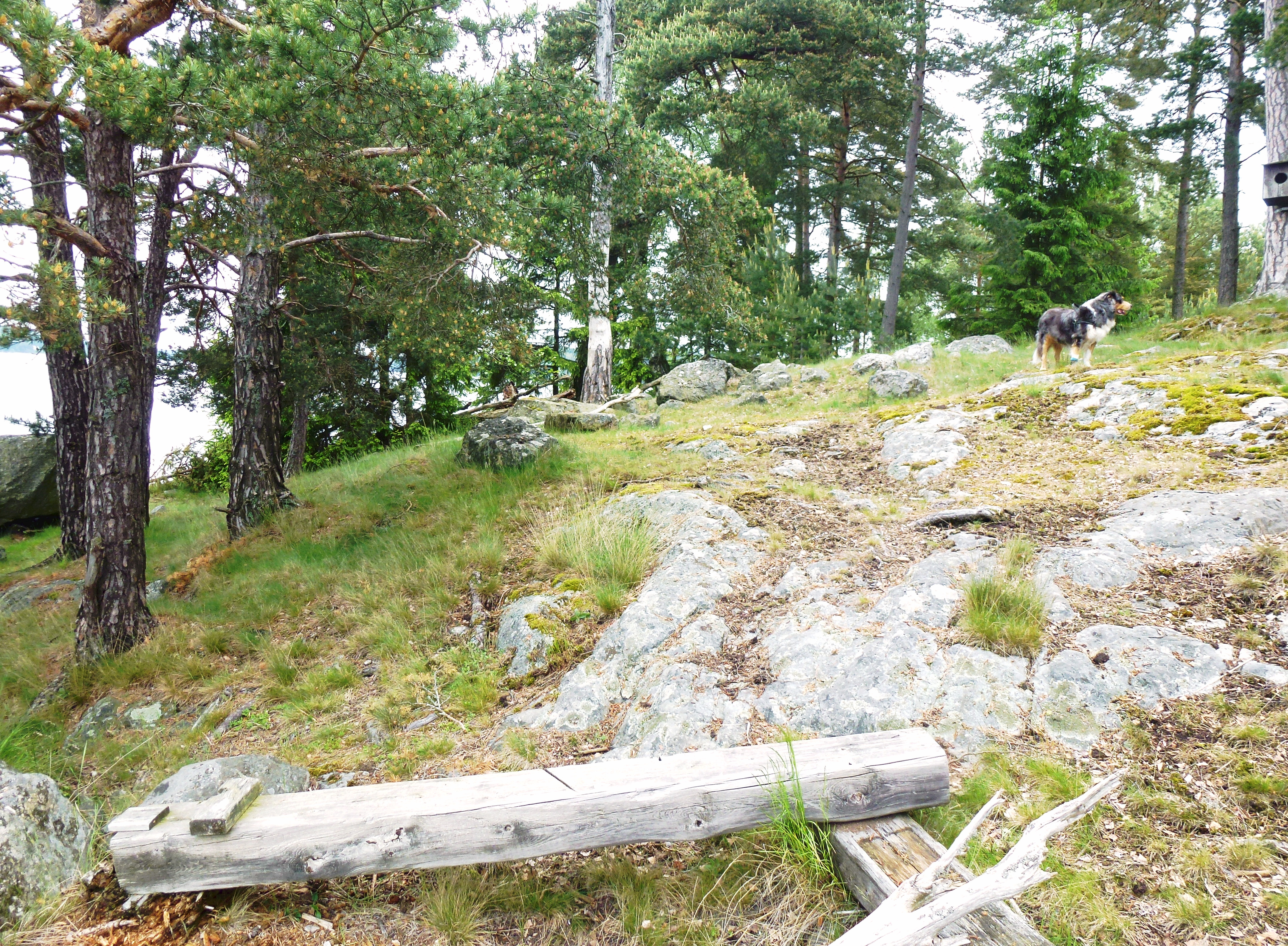
Udden vid Uddsundet